# 東方老
東方老（？—556年），北魏末年至北齐的軍人，安德郡鬲县（今山东省德州市德城区南）人。
東方老家世寒微，身長七尺，膂力過人。東方老年轻时粗野無赖，交结輕薄陰險之徒一起作盗賊，为患鄉里。北魏末，兵乱四起，東方老在高昂麾下为部曲。普泰元年（531年），高欢起兵，東方老参与对爾朱氏的征討，以軍功升任为殿中将軍。累進平遠将軍，担任鲁阳郡太守。後任南益州刺史，兼宜阳郡太守，賜爵長樂子。東方老数年间担任紧邻少数民族及西魏的二郡太守。攻城野戰，身先士卒，多次以少胜多，被西魏人忌惮。天保元年（550年），北齐建立，東方老別封陽平縣伯，转任南兗州刺史。在石泉与西魏陳忻作战失败。天保四年（553年），郭元建被派遣到合肥统率水軍，東方老、邢杲遠、步大汗薩随后也被派去。天保七年（556年）三月，東方老和蕭軌、李希光、裴英起、王敬宝渡長江出柵口，兵向梁山。南梁帳内盪主黄叢迎击，将其击敗，火烧前軍船艦。北齐整軍退保蕪湖。五月，到達秣陵故城。袭击攻克石頭城。六月、蕭軌在鍾山西迎战陳霸先所率梁軍，遇大雨，战敗，東方老等人被俘殺。